# New Obscurantis Order
New Obscurantis Order – trzeci album francuskiej grupy black metalowej Anorexia Nervosa.

## Lista utworów
1. „Mother Anorexia” – 04:50
2. „Châtiment de la Rose” – 05:17
3. „Black Death, Nonetheless” – 05:17
4. „Stabat Mater Dolorosa” – 07:20
5. „Le Portail de la Vierge” – 05:32
6. „The Altar of Holocausts” – 05:21
7. „Hail Tyranny” – 02:59
8. „Ordo ab Chao: The Scarlet Communion” – 06:43

## Wykonawcy
- Nicolas Saint-Morand – wokal
- Pierre Couquet – gitara basowa
- Neb Xort – klawisze
- Nilcas Vant – perkusja
- Maître Stefan Bayle – gitara